# Esquadrão N.º 139 da RAF
O Esquadrão N.º 139 foi um esquadrão da Força Aérea Real (RAF). Prestou serviço durante a Primeira Guerra Mundial como esquadrão de combate aéreo e reconhecimento porém, a partir da Segunda Guerra Mundial, operou como esquadrão de bombardeamento até aos anos 1960, quando foi extinto no dia 31 de dezembro de 1968.
Seu lema era a frase latina Si placet necamus (em inglês, We destroy at will;  em português, "Destruímos à vontade").